# Pinnatella piniformis
Pinnatella piniformis là một loài Rêu trong họ Neckeraceae. Loài này được (Brid.) M. Fleisch. miêu tả khoa học đầu tiên năm 1906.